# Kratzermühle
Die Kratzermühle (auch Neumühle) ist eine Einöde auf der Gemarkung von Rüdenhausen im unterfränkischen Landkreis Kitzingen.

## Geografische Lage
Die Kratzermühle liegt im Nordwesten des Rüdenhäuser Gemeindegebiets am Schirnbach. Im Norden beginnt die Gemarkung von Wiesentheid, das Gewerbegebiet Arthölzl liegt der Mühle am nächsten. Im Westen, auf Rüdenhäuser Gebiet, ist die Autobahnausfahrt Wiesentheid zu finden. Die Bundesautobahn 3 verläuft im Süden und durchschneidet die Flur um die Kratzermühle. Westlich beginnt die Gemarkung von Kleinlangheim, nordwestlich ist die Bodenmühle zu finden.

## Geschichte
Die Kratzermühle ist eine der jüngeren Mühlen auf dem Gebiet von Rüdenhausen. Sie wurde erst im Jahr 1715 von Michael Wertheimer erbaut und blieb bis zur Mediatisierung zu Beginn des 19. Jahrhunderts in den Händen der Grafen zu Castell-Rüdenhausen. Bis 1927 blieb die Mühle, nun in privaten Händen, im Betrieb. Das Mahlwerk wurde im Zuge des Autobahnbaus im Jahr 1964 entfernt. Ebenso ebnete man damals den Mühlgraben ein.